# Wolfgang Barthels
Wolfgang Barthels (né à Marienbourg, le 23 novembre 1940) est un footballeur est-allemand qui évoluait au poste de milieu de terrain. 
Il remporte la médaille de bronze aux Jeux olympiques de 1964.